# Paradoja de Siegel
La Paradoja de Siegel es el fenómeno de que la incertidumbre sobre los precios futuros puede, en teoría, empujar a los consumidores racionales a intercambiar temporalmente sus bienes de consumo preferentes (o moneda) por bienes no preferidos (o moneda), como parte de un plan para intercambiar de nuevo los bienes de consumo preferidos después de que los precios se vuelvan más claros. Por ejemplo, en algunos modelos, los estadounidenses pueden esperar ganar más dólares en promedio al invertir en euros, mientras que los europeos pueden esperar ganar más euros en promedio al invertir en dólares. La paradoja fue identificada por el economista Jerry Siegel en 1972.
Al igual que el problema relacionado de los dos sobres, el fenómeno a veces se considera una paradoja porque un agente parece cambiar por algo de igual valor monetario y, sin embargo, paradójicamente, parece que al mismo tiempo obtiene una ganancia monetaria del comercio. Un análisis más detallado muestra que el "valor monetario" del comercio es ambiguo, pero que, sin embargo, estos intercambios son a menudo favorables, según el escenario. 

## Ejemplo de la manzana / naranja
El economista Fischer Black dio la siguiente ilustración de la paradoja en 1995.  Supongamos que el tipo de cambio entre un país "manzana" donde los consumidores prefieren las manzanas y un país "naranja" donde los consumidores prefieren las naranjas, es actualmente 1: 1, pero cambiará el próximo año a 2: 1 o 1: 2 con igual probabilidad. Supongamos que un consumidor de manzanas cambia una manzana a un consumidor de naranjas a cambio de una naranja. El consumidor de manzanas ahora ha renunciado a una manzana por una naranja, que el próximo año tiene un valor esperado de 1,25 manzanas. El consumidor de naranjas ahora ha renunciado a una naranja por una manzana, que el próximo año tiene un valor esperado de 1,25 naranjas. Así, ambos parecen haberse beneficiado del intercambio en promedio.  Matemáticamente, el superávit aparente está relacionado con la desigualdad de Jensen.

## Ejemplo del vino
Un ejemplo más detallado es un mercado eficiente simplificado con dos vinos, un vino norteamericano y un vino alemán.  En el año de salida al mercado los vinos se comercializan 1:1.  En el año siguiente, la mayoría de los consumidores pondrán exactamente el doble de valor en el vino mejor evolucionado que en el vino peor evolucionado; hay una probabilidad del 50/50 de que cualquiera de los dos vinos se convierta en el mejor evolucionado al año siguiente. Por lo tanto, los vinos tienen la misma probabilidad de comerciarse 1: 2 o 2: 1 al año siguiente. La mayoría de los consumidores se preocupan por la nacionalidad solo en la medida en que influye en qué vino evolucione bien. Las únicas excepciones son un solo consumidor estadounidense lealista, que solo bebe vino americano y es indiferente a la evolución del vino, y un consumidor alemán lealista, que solo bebe vino alemán y es igualmente indiferente a la evolución. 
El norteamericano leal contra la intuición prefiere mantener un vino alemán en lugar de uno estadounidense, ya que tiene un 50% de probabilidad de ser comercializado por 0,5 vinos estadounidenses y un 50% de probabilidad de ser comercializado por 2 vinos estadounidenses, y por lo tanto tiene un valor esperado de 1,25 vinos norteamericanos. (Todos los consumidores en este escenario son neutrales al riesgo).  Del mismo modo, el alemán, si posee un vino estadounidense, puede considerarse que posee un valor esperado de 1,25 vinos alemanes. En este caso, las ganancias de la paradoja de Siegel son reales, y cada lealista gana utilidad en promedio al comerciar temporalmente fuera de su consumo preferido, debido a la gran ganancia de utilidad en caso de que tengan éxito en la táctica de ahorrar con la esperanza de comprar varias botellas del vino preferido si el precio se desploma al año siguiente. 
Analizar el caso de los consumidores, que son indiferentes a la nacionalidad, aparte de su tendencia, es más complejo. Tal consumidor, si está en posesión de vino estadounidense, podría razonar erróneamente: "Actualmente tengo 1 vino estadounidense. Si cambio por un vino alemán, tendré un valor esperado de 1,25 vino norteamericano. Por lo tanto, en promedio estaré mejor si adopto una estrategia para comerciar temporalmente, como lo hizo el lealista estadounidense".  Sin embargo, esto es similar al " problema de los dos sobres ", y los beneficios de la paradoja de Siegel en este caso son ilusorios. El consumidor que utiliza la estrategia de los leales estadounidenses se queda con un 50% de probabilidad de 0.5 botellas de un vino estadounidense bien evolucionado, y un 50% de probabilidad de 2 botellas de un vino estadounidense mal evolucionado. Para el consumidor moderno, esto no es una mejora material en comparación con tener un 50% de probabilidad de obtener una botella de vino estadounidense bien evolucionado y un 50% de probabilidad de tener una botella de vino estadounidense mal evolucionado. Del mismo modo, el consumidor tampoco ganaría utilidad si adoptara la estrategia del lealista alemán.

## Aplicaciones
Si bien el vino y las manzanas son ejemplos de juguete, la paradoja tiene una aplicación en el mundo real a las monedas que los inversores deberían elegir.  Fischer Black concluyó a partir de análisis similares al ejemplo de manzana / naranja que cuando invierten en el extranjero, los inversionistas no deben tratar de cubrir todo su riesgo cambiario.  Otros investigadores consideran que este análisis es simplista. En muchas circunstancias, la paradoja de Siegel debería impulsar a un inversor racional a estar más dispuesto a asumir un riesgo de moneda modesto. En muchas otras circunstancias, no deberían; por ejemplo, si la incertidumbre del tipo de cambio se debe a las diferentes tasas de inflación con la imposición de la paridad del poder de compra, entonces se aplica algo como el análisis de "dos sobres", y puede que no haya una razón particular para asumir el riesgo cambiario.

## Media geométrica y funciones de reciprocidad.
K. Mallahi-Karai y P. Safari proponen un enfoque diferente a la paradoja de Siegel, donde muestran que la única forma posible de evitar ganar dinero sin riesgo en dichos cambios de moneda basados en el futuro es establecerse en la media geométrica ponderada de los tipos de cambio futuros, o más generalmente un producto de la media geométrica ponderada y la llamada función de reciprocidad .  Los pesos de la media geométrica dependen de la probabilidad de que ocurran las tasas en el futuro, mientras que la función de reciprocidad siempre puede tomarse como la función de unidad. Lo que esto implica, por ejemplo, en el caso del ejemplo de manzana / naranja anterior, es que los consumidores deberían intercambiar sus productos por √ (2) (1/2) = 1 unidades del otro producto para evitar un arbitraje.  Este método proporcionará a los operadores de divisas en ambos lados un tipo de cambio común que pueden acordar de forma segura. 